# Dominique Monami
Dominique Monami, w latach 1995–2003 Van Roost (ur. 31 maja 1973 w Verviers) – belgijska tenisistka, występująca na światowych kortach od 1991 do 2000 roku, ćwierćfinalistka Australian Open 1997 i Australian Open 1999 w grze pojedynczej, półfinalistka US Open 2000 w grze podwójnej, uczestniczka WTA Finals w grze pojedynczej (1998, 1999) i podwójnej (2000), brązowa medalistka olimpijska w grze podwójnej z Sydney (2000), klasyfikowana w rankingu WTA na 9. miejscu w grze pojedynczej (1998) i na 21. w grze podwójnej (2000), reprezentantka Belgii w Fed Cup i Pucharze Hopmana. Tenisistka praworęczna.

## Kariera tenisowa
Dominique Monami rozpoczęła treningi tenisowe w wieku ośmiu lat. W latach 1989–1990 wystąpiła w kilku juniorskich turniejach ITF. Zagrała w tych rozgrywkach trzynaście spotkań, z których wygrała siedem.
Status profesjonalnej tenisistki otrzymała w 1991 roku.

### Gra pojedyncza
Dominique Monami wygrała cztery turnieje WTA w grze pojedynczej: w 1996 w Cardiff, w 1997 w Surabaja i Hobarcie oraz w 1998 w Auckland. W rankingu światowym klasyfikowana była najwyżej na 9. miejscu (12 października 1998).
W lutym 1991 zadebiutowała w rozgrywkach WTA Tour w austriackim Linzu i w pierwszym meczu pokonała Laurę Golarsę 6:2, 6:1, by w następnym ulec Pascale Paradis 3:6, 5:7. W maju po raz pierwszy wystąpiła w seniorskim turnieju wielkoszlemowym, we French Open 1991, gdzie przegrała z Agnes Zugasti. Po przejściu eliminacji, dostała się do głównej drabinki US Open, wygrywając tam w drugiej rundzie z Chandą Rubin. Została zatrzymana przez Janę Novotną. W styczniu 1992 zameldowała się w czwartej rundzie Australian Open. Odprawiła tam Nicole Pratt i Helenę Sukovą; przegrała dopiero z Amy Frazier.
W 2000 roku, na olimpiadzie w Sydney zdobyła brązowy medal w grze podwójnej, w parze z Els Callens. Najwyżej w rankingu singlowym została sklasyfikowana w październiku 1998, na 9. miejscu. Zarobiła na kortach 2 013 032 dolarów.

### Wygrane turnieje singlowe
- 1996 – Cardiff
- 1997 – Surabaja
- 1997 – Hobart
- 1998 – Auckland

### Wygrane turnieje deblowe
- 1993 – Kitzbühel (w parze z Li)
- 1997 – Auckland (z Husárovą)
- 1998 – Madryt (z Labat)
- 2000 – Los Angeles (z Callens)

## Życie prywatne
Grę w tenisa rozpoczęła w wieku dziewięciu lat. W 1995 roku została żoną Barta Van Roosta. Od tego momentu, aż do rozwodu w 2003 nosiła nazwisko męża. Jej ojciec, Andre, jest lekarzem, Matka ma na imię Louise Anne. Dominique ma starszą siostrę, Anne-Francoise, która jest nauczycielką sztuki i rzeźbiarstwa.